# Pole D
Pole D (także Strefa D) – w snookerze obszar stołu, z którego zawodnik rozpoczyna grę przez rozbicie trójkąta 15 czerwonych bil. Pole D ma kształt półkola wpisanego w bazę o środku w punkcie środkowym linii bazy o promieniu równym 292 mm. 
Pole D wyznacza następujące punkty:
- środek linii bazy - punkt brązowej bili,
- narożnik prawy pola D (patrząc od bandy dolnej stołu) - punkt żółtej bili,
- narożnik lewy pola D (patrząc od bandy dolnej stołu) - punkt zielonej bili.

## Znaczenie strefy D podczasframe'ów
Strefa D jest często wybierana przez graczy snookerowych jako miejsce zagrania białej bili jako odstawnej. Jeśli po wbiciu bili czerwonej po uderzeniu "shot to nothing" bila biała powróci w strefę bazy, można delikatnym uderzeniem podprowadzić ją na pozycję snooker do jednej z kolorowych bil.
Również w przypadku, jeśli zawodnik zagrywający popełni faul wbicia bili białej, przeciwnik otrzymuje prawo zagrania z dowolnego miejsca pola D.